# Бисмарк Барето Фария
Бисмарк Барето Фария е Бразилски футболист.

## Национален отбор
Записал е и 11 мача за националния отбор на Бразилия.
| Бразилия | Бразилия | Бразилия |
| Година   | Мачове   | Голове   |
| -------- | -------- | -------- |
| 1989     | 7        | 1        |
| 1990     | 4        | 0        |
| Общо     | 11       | 1        |